# 新疆远志
新疆远志（学名：Polygala hybrida）是一种远志科植物。这种植物分布于中国的新疆，内蒙古；此外原苏联也有分布。